# شکارچی-گردآوران ایرانی

اصطلاح شکارچی-گردآوران ایرانی یا ایرانیان نوسنگی ، که گاهی اوقات " فرا شرقی " نیز نامیده می‌شود، برای اشاره به دودمان ژنوم جمعیتی به کار می‌رود که نمایانگر جمعیت میان‌سنگی تا اوایل نوسنگی ساکن در فلات ایران ، آسیای جنوب مرکزی و قفقاز است. 
تبار شکارچی-گردآورنده ایرانی توسط شکارچی-گردآورنده میان‌سنگی و بعدها گله‌داران نوسنگی و کشاورزان اولیه در ایران امروزی نشان داده می‌شود، مانند بقایای کاوش‌شده از غارهای هوتو و کمربند و گنج دره و همچنین وزمه. شاخه‌ی خواهر عمیقاً واگرا (بیش از ۱۲ هزار سال پیش) که بقایای شهر سوخته بهترین نماینده آن است، بخش اصلی تباری تمدن دره سند در شمال غربی هند را تشکیل می‌داد که با یک بخش محلی اوراسیای شرقی به نام هند جنوبی اجدادی باستانی (AASI) در هم آمیخته بود. شکارچی-گردآورندگان ایرانی همچنین منبع مهمی برای شکل‌گیری خزانه ژنی آسیای مرکزی ، عمدتاً از طریق مجموعه باستان‌شناسی باکتریا-مرویانا، هستند. آنها همچنین قرابت ژنتیکی نزدیکی با شکارچیان-گردآورندگان قفقاز نشان داده‌اند، که در درجه اول از جمعیتی با منشأ مشابه شکارچیان-گردآورندگان ایرانی تبار هستند، اما با جمعیت‌های قفقازی پارینه سنگی قبلی که ارتباط نزدیک‌تری با شکارچیان-گردآورندگان آناتولی ، شکارچیان-گردآورندگان غربی و گروه‌های شامی داشتند، متمایز بودند.

## ریشه‌ها
استنباط می‌شود که شکارچیان-گردآورندگان ایرانی از جمعیت محلی پارینه سنگی زبرین فلات ایران سرچشمه گرفته‌اند. فلات ایران در طول استعمار اولیه اوراسیا، پس از گسترش انسان‌های مدرن به خارج از آفریقا (بین ۷۰ تا ۴۶ هزار سال پیش) به عنوان مرکز جمعیتی عمل می‌کرده است. این منطقه همچنین نزدیک به منطقه‌ای است که ممکن است تبار اوراسیایی پایه را در خود جای داده باشد، تباری که گمان می‌رود در خلیج فارسِ غرق‌شده‌ی کنونی متمرکز بوده و هیچ گونه اختلاط باستانی را از خود نشان نداده، یا به میزان قابل توجهی حداقلی از اختلاط را از خود نشان داده است.    
در حالی که شکارچیان-گردآورندگان ایرانی به طور کلی به عنوان بخشی از خوشه وسیع‌تر «اوراسیای غربی» قرار می‌گیرند، منشأ دقیق شکارچیان-گردآورندگان و کشاورزان بعدی ایرانی در دوران میان‌سنگی و نوسنگی هنوز مشخص نیست. بقایای شکارچیان-گردآورندگان عصر میان‌سنگی که از رشته‌کوه البرز یافت شده است که نشان می‌دهد که تبار آن‌ها عمدتاً مربوط به اوراسیایی‌های دوره بازال (حدود ۴۸ تا ۶۶ درصد) است و آن‌هااجداد گله‌داران و کشاورزان دوره نوسنگی بعدی هستند.      
ایرانیان دوره نوسنگی پسین معمولاً به عنوان ترکیبی دو طرفه بین یک دودمان غنی از اوراسیای پایه و دودمانی نزدیک‌تر به اوراسیای شمالی باستان (ANE) یا شکارچی-گردآورنده اروپای شرقی (EHG) مدل‌سازی می‌شوند. بر این اساس، تبار ایرانیان میان‌سنگی/نئولیتیک بخش عمده‌ای از تبار خود را از یک منبع محلی غنی از بازال (از ۴۸ تا ۶۸ درصد) گرفته، و باقی‌مانده تبارش به اوراسیایی‌های شمالی باستان (۳۲ تا ۵۲ درصد) نزدیک‌تر است.     
ایرانیان میان‌سنگی و نوسنگی در امتداد خطی بین اجداد اوراسیایی پایه و مرتبط با ANE/EHG قرار می‌گیرند. این در تضاد با گروه‌های آناتولی و شام دوران نوسنگی است که در امتداد یک خط بین اجداد اوراسیایی پایه و اجداد مرتبط با WHG قرار گرفته‌اند. ناتوفی‌ها ، با وجود اشتراک بیشتر تبار خود با گروه‌های آناتولی نوسنگی، یک جزء تباری اضافی به نام «شمال آفریقای باستانی» (ANA) نیز دارند.   این تمایز همچنین در این نکته مشهود است که شکارچیان-گردآورندگان ایرانی و گروه‌های ایرانی نوسنگی در مقایسه با سایر جمعیت‌های باستانی و مدرن اوراسیای غربی، در یک تحلیل مؤلفه اصلی (PCA) در سطح اوراسیا، یک «موقعیت افراطی» را به خود اختصاص می‌دهند.    
تخمین «نسبت f4» برای کل جد اوراسیایی پایه با کاهش اشتراک آلل‌های باستانی در میان شکارچیان-گردآورندگان ایرانی و گله‌داران بعدی یا کشاورزان اولیه همبستگی دارد.  با این حال، توضیحات جایگزین، مانند انتخاب خالص‌سازی ، ممکن است بر میزان آلل‌های باستانی مستقل از اختلاط پایه اوراسیایی تأثیر بگذارد. 
از طرف دیگر، ایرانیان نوسنگی را می‌توان از طریق یک ترکیب سه‌جانبه، شامل یک منبع عمدتاً (حدود 53٪) شبیه قفقاز/دزودزوآنای پارینه سنگی زبرین (که خود ترکیبی بین حدود 24-28٪ اجداد اوراسیایی پایه و حدود 72-76٪ اجداد اروپایی پارینه سنگی بالایی است؛ و نزدیک به شکارچیان-گردآورندگان آناتولی بعدی)، و مقادیر متغیری از جریان ژن از یک منبع شبیه ANE (21٪) و یک منبع پایه اوراسیایی اضافی (26٪)؛ یا یک ترکیب چهارجانبه با تقریباً 53-62٪ اجداد شبیه قفقاز/دزودزوآنای پارینه سنگی بالایی، 16-22٪ اجداد شبیه ANE، 10-13٪ اجداد شبیه اونگه ، و 9-15٪ اجداد شبیه اوراسیایی پایه اضافی، مدل‌سازی کرد.   
والینی و همکاران (2024) استدلال کردند که ایرانیان میان‌سنگی/نوسنگی تا حدودی حامل یک تبار اوراسیایی غربی عمیقاً واگرایی (WEC2) هستند که در مقایسه با اروپاییان پارینه سنگی زبرین (WEC یا Kostenki-14 ) به مرکز جمعیتی استنباط شده در فلات ایران نزدیک‌تر مانده است. این جزء عمیقاً واگرای اوراسیای غربی، پس از رویدادهای تماس با جمعیت‌های مجاور، از جمله اجداد بازال و اوراسیای شرقی، در سوابق پالئوژنتیک به عنوان نوسنگی ایرانی، شکارچی-گردآورنده ایرانی یا «فرا-شرقی» دوباره ظاهر شد. یک مدل qpAdm که توسط والینی و همکاران در سال 2024، شامل پروکسی‌های شبیه‌سازی شده برای اجزای WEC/WEC2 و همچنین Basal/BEA ( گومز به عنوان پروکسی برای BEA)، ترکیب ژنتیکی ایرانیان نوسنگی (گنج دره شمالی) شامل حدود 76.5٪ از اجداد اوراسیایی غربی (WEC/WEC2)، حدود 16.3٪ به طور گسترده اوراسیایی شرقی (EEC) و حدود 7.2٪ از اجداد "شبیه Basal" (BEA) است. 
این تبار اگرچه در ابتدا در آناتولی، بین‌النهرین و قفقاز و همچنین هند وجود نداشته، اما از طریق گسترش گروه‌های میان‌سنگی و نوسنگی به این مناطق رسیده و منجر به ایجاد مرز مشترکی بین منابع نوسنگی ایران و منابع محلی شده. 

### هاپلوگروپ‌های تک والدی

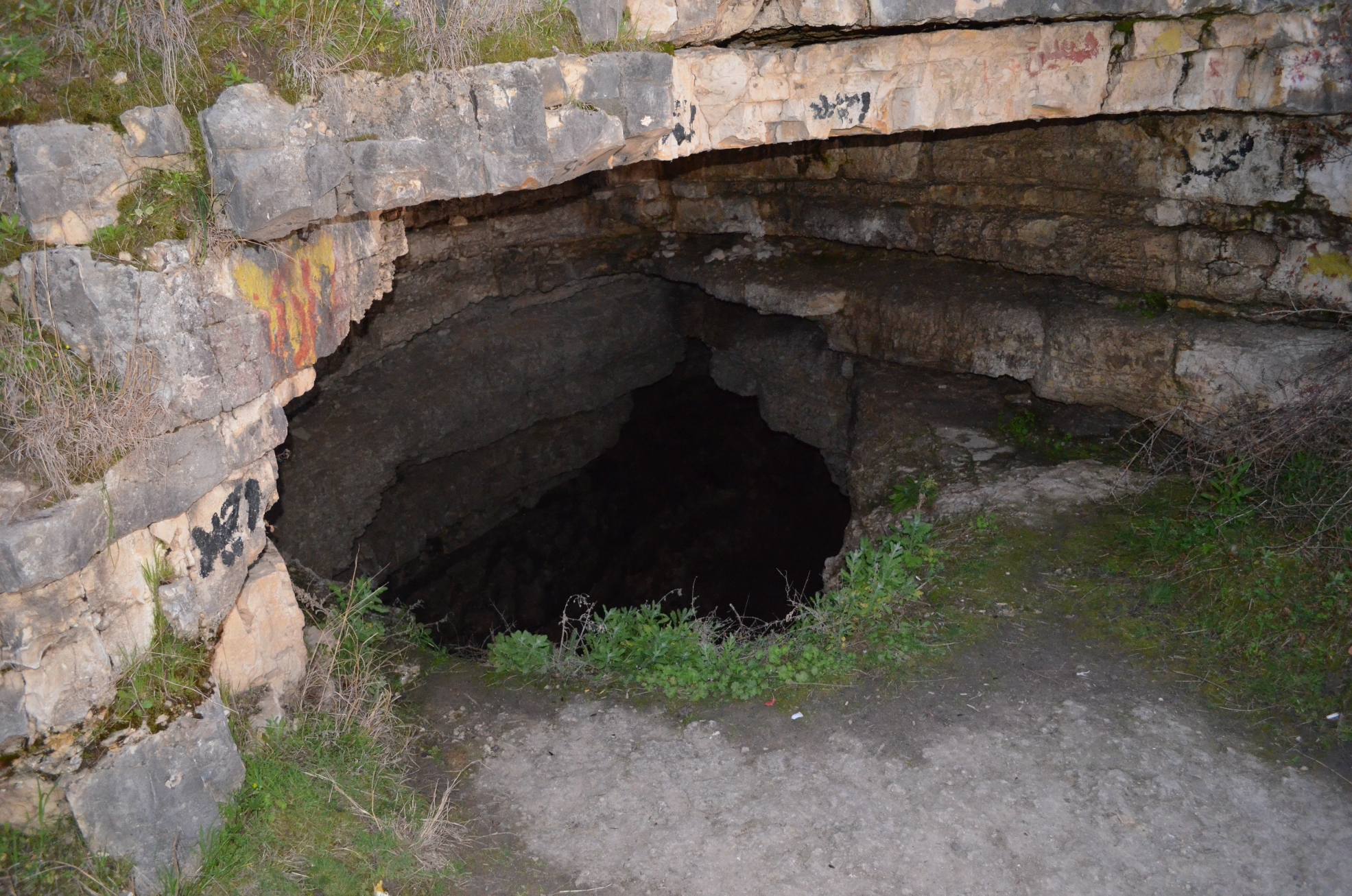
ساکنان غار هوتو در رشته کوه البرز به عنوان شکارچیان ایرانی شناسایی شدند

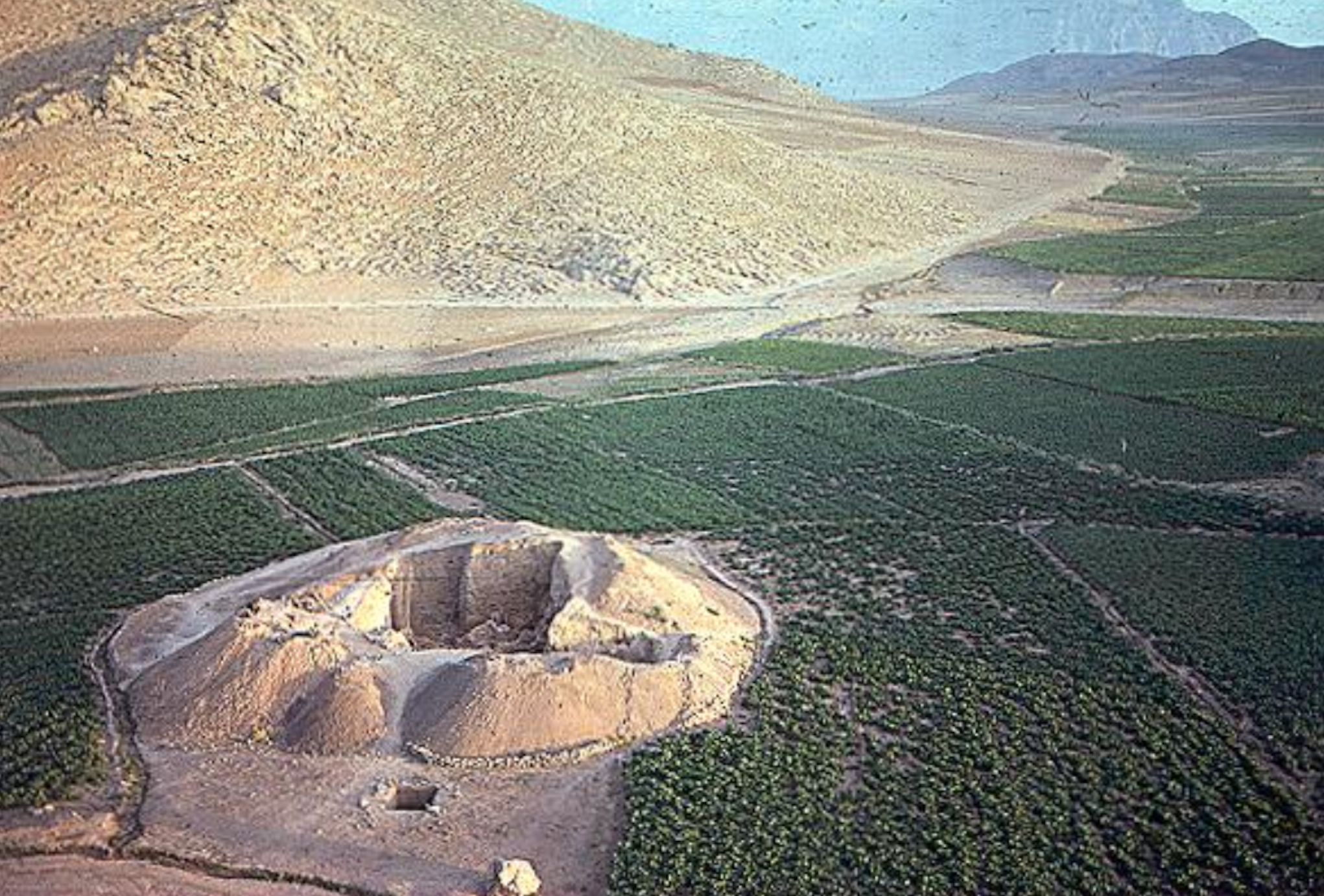
دامداران گنج دره از اجداد شکارچی-گردآورنده ایرانی بودند

هاپلوگروه‌های اصلی DNA کروموزوم Y انسان که در میان نمونه‌های وابسته به ایرانی‌های دوران میان‌سنگی و نوسنگی یافت می‌شوند، شامل زیرگروه‌های G ، J ، L و R2 هستند، در حالی که زیرگروه‌های H در میان بقایای شبیه به «حاشیه IVC» مشاهده می‌شوند. برخی دیگر شامل زیرشاخه‌های T بودند. قدیمی‌ترین نمونه هاپلوگروپ R2a که تا به امروز کشف شده در یکی از بقایای گنج دره در غرب ایران یافت شده است. هاپلوگروپ‌های رایج DNA میتوکندریایی انسان که در میان نمونه‌های ایرانی دوره‌های میان‌سنگی و نوسنگی یافت می‌شوند، شامل زیرشاخه‌هایی از هاپلوگروپ‌های U ، HV ، X ، R ، H ، W ، T و M هستند.    

## مشارکت در سایر جمعیت‌ها

### قفقاز
مشخص شده است که شکارچیان-گردآورندگان قفقازی با جمعیت قفقاز/دزودزوانا در اوایل پارینه سنگی بالایی متمایز بوده‌اند، اما با ایرانیان میان‌سنگی و نوسنگی ارتباط نزدیکی داشتند. استنباط می‌شود که آنها در درجه اول از یک جمعیت منشأ گرفته شده‌اند که گاهی بین ۲۵ تا ۱۳ هزار سال پیش به منطقه قفقاز رسیده‌اند. آنها می‌توان به عنوان منبع متبادل برای جمعیت‌های هولوسن در نظر گرفت، و نام‌های مختلفی برای گروه‌بندی آنها ایجاد شده است، مانند Iran_N/CHG، Iran/Caucasus یا Zagros/Caucasus ancestry.    CHG  را می‌توان به عنوان ادغامی بین یک منبع مرتبط با شکارچی-گردآورنده ایرانی (حدود 72٪)، یک منبع مرتبط با قفقاز UP (Dzudzuana) (حدود 18٪) و یک منبع مرتبط با شکارچی-گردآورنده شرقی (حدود 10٪) مدل‌سازی کرد.   یک مدل جایگزین نشان می‌دهد که حدود ۷۲٪ از یک منبع شکارچی-گردآورنده ایرانی، حدود ۲۱٪ از یک منبع شبیه به EHG و حدود ۷٪ از یک منبع شبیه به WHG وجود دارد. 

### غرب آسیا
ایرانیان دوره مس و سنگ متأخر، به گونه‌ای مدل‌سازی شده‌اند که از ادغام ایرانیان محلی دوره نوسنگی و جمعیتی از مردم اولیه شبیه به شامات نوسنگی، و همچنین جریان ژنی شبیه به شکارچی-گردآوران قفقازی شکل گرفته‌اند. می‌توان ایرانیان دوره مس و سنگ را طوری مدل‌سازی کرد که حدود ۸۰٪ از تبارشان از یک گروه ایرانی نوسنگی‌مانند و حدود ۲۰٪ از یک گروه شامی نوسنگی‌مانند (که خود حامل اجزای آناتولی نوسنگی و ناتوفی بود) مشتق شده باشد. از طرف دیگر، می‌توان آنها را به عنوان اختلاط دو طرفه بین حدود 87٪ شبیه CHG و 13٪ شامی نوسنگی‌مانند، یا به عنوان اختلاط سه طرفه بین حدود 17٪ شکارچی-گردآورندگان ایرانی، 63٪ شبیه CHG و 20٪ شبیه شامی نوسنگی مدل‌سازی کرد.  
در طول دوره نوسنگی پسین/مس‌سنگی پسین، آنها یک خط مرزی تشکیل دادند که از آناتولی غربی در امتداد زمین‌های پست قفقاز جنوبی تا کوه‌های زاگرس امتداد داشت و تا جنوب آسیای مرکزی و همچنین به سمت جنوب تا شام جنوبی امتداد می‌یافت. این تبار در درجه اول با اجداد گسترده آناتولیایی و ایرانی‌مانند و در درجه دوم با امتداد اجداد شامی‌مانند مشخص می‌شد.  گروه‌های ایرانیِ عصر مس و سنگ تأثیر گسترده‌ای بر گروه‌های آناتولیِ عصر مس و سنگ و گروه‌های شامیِ عصر برنز داشتند و به ترتیب ۳۳٪ و ۴۴٪ از تبار آنها را تشکیل می‌دادند. 
در مدل‌سازی‌های مربوط به جمعیت‌های مدرن خاورمیانه و برخی از جمعیت‌های شرق آفریقا، به سهمی از ایرانیان نوسنگی نیاز است. این جریان ژنی ممکن است در درجه اول از طریق جمعیتی آمیخته از بین‌النهرین رخ داده باشد. 

### جنوب آسیا

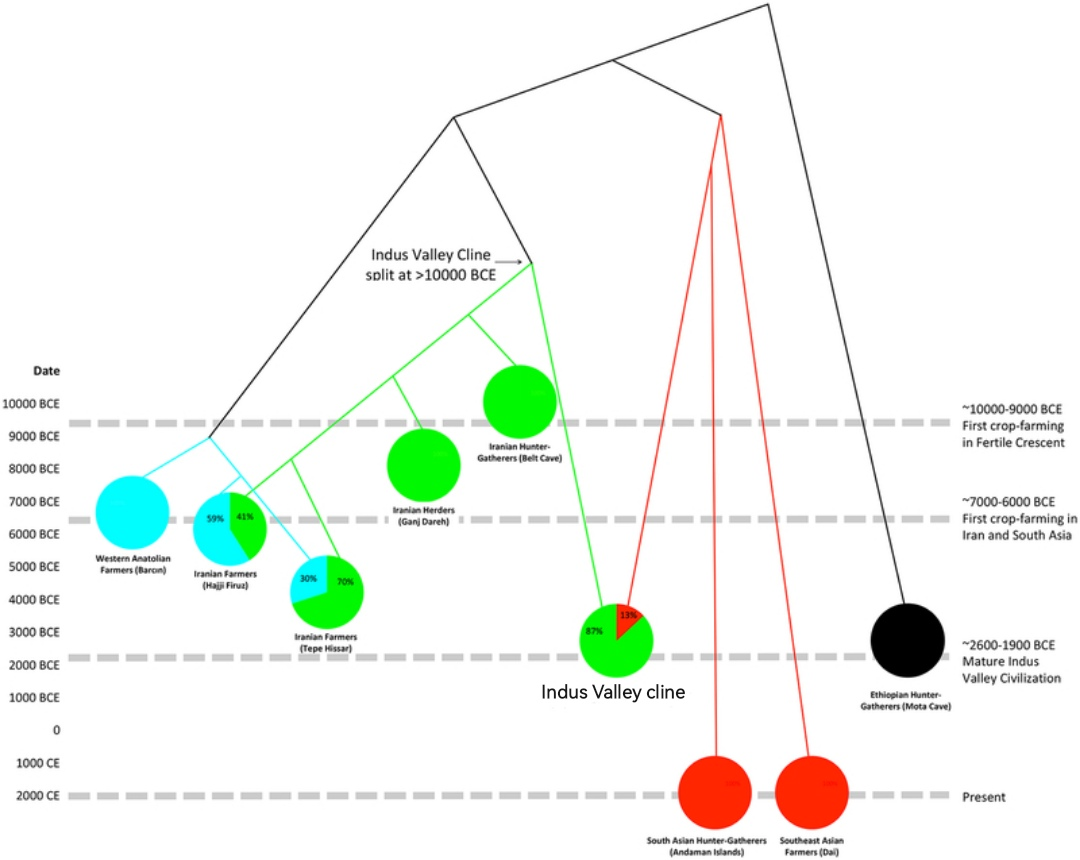
ژنوم باستانی هاراپان

در سال ۲۰۱۹، توالی ژنوم اسکلتی از گورستانی در نزدیکی رخی‌شاپور که قدمت آن به حدود ۲۸۰۰ تا ۲۳۰۰ سال قبل از میلاد مسیح برمی‌گردد، به دست آمد که نشان می‌دهد بخش عمده ژنوم مربوط به شکارچیان-گردآورندگان ایرانی است. دودمان خواهر واگرا (بیش از ۱۲ هزار سال پیش)، که جد مشترک اخیری با ایرانیان نوسنگی دارد، اما پیش از توسعه کشاورزی از آنها جدا شده است، و بقایای شهر سوخته بهترین معرف آن است، همراه با مقادیر متغیری از یک دودمان محلی اوراسیای شرقی که به عنوان هند جنوبی اجدادی باستانی (AASI) شناخته می‌شود، بخش اصلی تبار تمدن دره سند را تشکیل می‌دهد. گسترش تبار ایرانی‌مانند باستان ، و یا تبار IVC مانند، ممکن است به پراکندگی زبان‌های اولیه دراویدی مربوط باشد، اگرچه این موضوع همچنان نامشخص است و دیدگاه‌های مخالفی نیز ارائه شده است، و برخی از محققان این تبار را با گسترش زبان‌های هند و آریایی مرتبط می‌دانند.        

### آسیای مرکزی
ایرانیان نوسنگی، همراه با کشاورزان آناتولی، در شکل‌گیری مجموعه باستان‌شناسی باکتریا-مرویانا (BMAC) نیز نقش داشتند، که متعاقباً در شکل‌گیری سایر جمعیت‌های آسیای مرکزی و احتمالاً بعدها در مومیایی‌های تاریم از الویغول (700-1 پیش از میلاد) و کروران (200 میلادی) نیز نقش داشت.    استنباط می‌شود که جمعیت BMAC عمدتاً از اجداد Iran_N (60-65%) و Anatolia_N (20-25%) تشکیل شده‌اند و بقیه (حدود 10%) از یک منبع HG مانند غرب سیبری (WSHG) مشتق شده‌اند.   

### اروپا
ایرانیان نوسنگی، برخلاف شکارچیان-گردآورندگان قفقازی مرتبط، سهم اندکی در خزانه ژنی اروپاییان داشته‌اند.  در عوض، ایرانیان نوسنگی در مقایسه با شکارچیان-گردآورندگان قفقاز، منبع بهتری از جریان ژن را در میان اکثر جمعیت‌های آسیای غربی نشان می‌دهند، در حالی که عکس این موضوع در مورد جمعیت‌های اروپایی صادق است. 

## همچنین ببینید
- تاریخ ایران
- جمعیت هند
- ژنتیک و باستان‌شناسی جنوب آسیا
- تاریخ ژنتیک خاورمیانه